# Broad Campden
Broad Campden – wieś w Anglii, w hrabstwie Gloucestershire. Leży 37 km na północny wschód od miasta Gloucester i 128 km na północny zachód od Londynu.